# ファイサル・ビン・ムサーイド
ファイサル・ビン・ムサーイド・アール・サウード（アラビア語: فيصل بن مساعد آل سعود, ラテン文字転写: Fayṣal bin Musāʿid ʾĀl Suʿūd; 1944年4月4日 – 1975年6月18日）は、サウジアラビア国王ファイサルの甥であり、彼を暗殺した。

## 幼少期
ファイサル・ビン・ムサーイドは1944年に生まれた。父ムサーイド・ビン・アブドゥルアズィーズはサウジアラビア建国者の息子であり、父王の後を継いだファイサル王を含む歴代6国王の異母兄弟である。ファイサル・ビン・ムサーイドの母ワトファ（Watfa）はラシード朝の12代目にして最後の首長ムハンマド・ビン・タラールの娘である。ムサーイドとワトファはファイサルの幼少期に離婚した。そのため、ファイサルとそのきょうだいたちは父方のサウード家より母方のラシード家とより近い関係にあった。
1965年、ファイサルの兄ハリード（Khaled）はファイサル王がリヤドに新設したテレビ局を襲撃し、警察官に射殺された。人の像を映し出す国営テレビは道徳に反するとして反対意見が存在していた。以上が公式発表に基づく話だが、実際の死因には諸説あり、彼は家の外で逮捕時に抵抗して殺害されたという証言も複数存在する。いずれにせよ、彼の死に関する捜査は行われなかった。ファイサルのきょうだいにはバンダル王子およびアル・ジャウハラ王女がいた。サウジアラビアの実業家アブドゥッラフマーン・ビン・ムサーイドは彼の異母兄弟である。

## 教育
ファイサルは1966年渡米し、サンフランシスコ州立大学で2セメスター英語を学んだ。州立大のアメリカ言語学院（American Language Institute）のアリス・ベンス（Allis Bens）は「彼は友好的で礼儀正しく、よく学んでいるように思えた」と語っている。兄ハリードの死は州立大在籍時のことであった。サンフランシスコ州立大を離れたファイサルはカリフォルニア大学バークレー校、その後コロラド大学ボルダー校に進学した。同級生からは「静かで、人柄がよく、非常に勉強不熱心な青年」と評されている。3政府比較コースでファイサルを教えていたコロラド大学教授のエドワード・ロゼック（Edward Rozek）は「成績はDかC」と述べている。
1969年、ボルダー校在籍中にLSD販売を企てたとして逮捕されている。容疑を認め、1年間の保護観察処分が下った。1970年5月、地方検事は告訴を取り下げた。
1971年、コロラド大学で政治学の学位を取得した彼はサンフランシスコ・ベイエリアに戻った。カリフォルニア大学バークレー校の大学院で政治学を専攻したものの、修士号を得ることはなかった。

## 帰国
アメリカを離れた彼はベイルートに向かった。未知の理由で東ドイツも訪問した。帰国後、サウジアラビア当局は海外でのトラブルを理由に彼のパスポートを没収した。彼はリヤド大学で講義を担当する一方、暗殺事件時に26歳となるクリスティン・サーマ（Christine Surma）との交際を続けた。サーマはサウジアラビアが「イスラエルとの和平」に関心を持っていることを「前王ファイサルの崩御」がもたらした肯定的な結果と見ていた。

## 暗殺と裁判

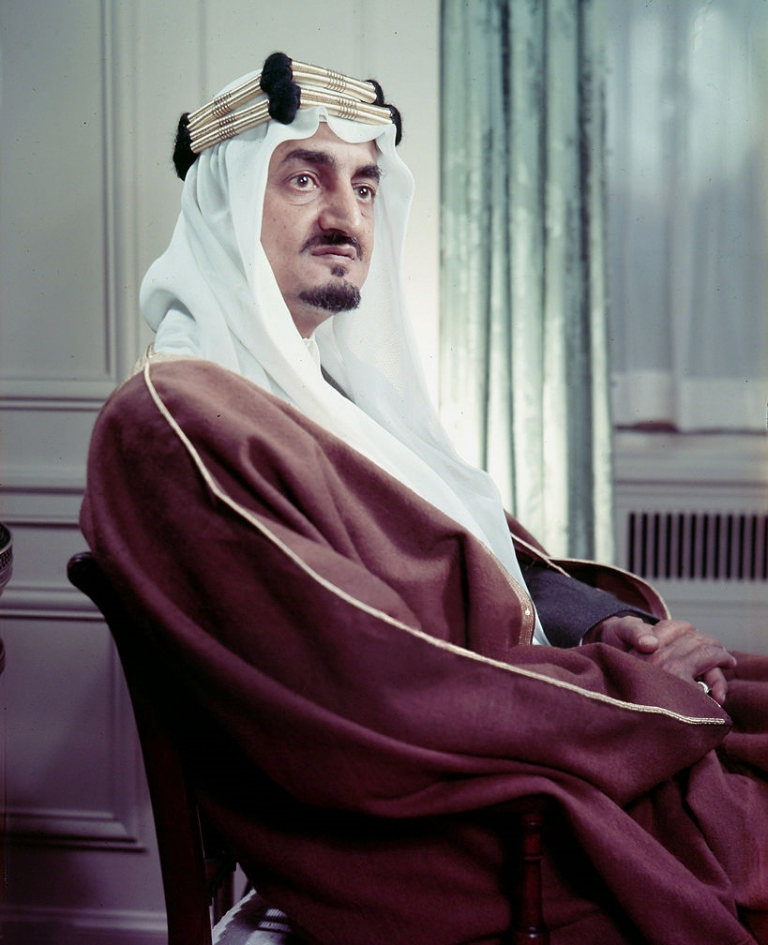
ファイサル・ビン・アブドゥルアズィーズ

### 王宮での銃撃
1975年3月25日、ファイサル王子はファイサル王がマジュリスを開催していたリヤドの王宮に向かった。彼はクウェートの使節団に加わり、国王への謁見の列に並んだ。王は甥に気付き、挨拶のキスをできるよう頭を近づけた。王子は外套からリボルバーを取り出し、国王の頭に向かって2発撃ちこんだ。3発目の銃弾は外れ、彼は銃を投げ捨てた。ファイサル王は床に倒れこんだ。剣と短機関銃で武装した近衛兵が彼を逮捕した。国王は直ちに病院へと搬送されたが、一命をとりとめることなく崩御した。テレビ職員が一連の暗殺をカメラにとらえた。

### 投獄と処刑
ファイサル・ビン・ムサーイドは「精神異常をきたしている」と報じられた。彼はリヤド刑務所へと移された。しかしながら、後に精神に問題はないとして裁判にかけられている。
シャリーアは6月18日に有罪判決を下し、数時間後に公開処刑が行われた。拡声器付きの車が市内を巡回して判決と公開処刑を告知し、群衆が広場に集まった。兵士に連れられたファイサルの足取りはふらふらとしていたと伝えられている。白衣を着て目隠しされたファイサルは、金柄剣の一振りで斬首された。

### 動機
兄の死以外に動機があったのかは不明のままだが、他の動機が提唱されている。サウジ当局はファイサルの犯行が意図的かつ計画的だったとしている。噂によれば王子は自らの計画を母に話し、彼女はファイサル国王にそのことを伝えたが、国王は「もしアッラーがお望みならば、その通りになるだろう」と返したという。
アラブメディアは王子がアメリカ中央情報局およびイスラエル・モサドのエージェントだったと仄めかしている。この手の主張を受けて、イランメディアは西洋人の交際相手（クリスティン・サーマ）がおそらくユダヤ人であり、イスラエルの情報機関の手先ではなかったのかと言及している。サウジ当局は噂を深刻に受け止め、サーマと非公式に接触して暗殺事件について問いただした。彼女は自らがユダヤ人ではなく、そして他の人々と同様ファイサルの行動について困惑していると明かしている。
ベイルートの新聞各紙は暗殺事件に関する3つの異なる説を提唱している。『アン＝ナハール』紙はファイサルがサウード国王の娘シータ王女（Sita）と結婚予定であったことから、彼の退位に対する復讐ではないかと報じている。『アン＝ナハール』紙は彼の月$3,500（2020年の価値で月$16,700、年$200,500）の年金は不十分だという訴えを無視し続けたことも暗殺につながったのではないかと報じている。『アル・バイラク』紙（Al Bayrak）の報道によると、サウジの信頼できる情報源によればファイサル国王はファイサル王子が酒やその他薬物に溺れているのを見かねて出国禁止を言い渡しており、それが暗殺につながったかもしれないとしている。

## 関連文献
- “Assassin's Fate and Motives Unknown”. The New York Times CXXIV (41):  p. A3. (1975年3月27日) 2021年8月3日閲覧。
- de Onis, Juan (1975年3月26日). “Motive Unknown”. The New York Times CXXIV (40):  p. A1 2021年8月3日閲覧。
- de Onis, Juan (1975年6月19日). “Faisal's Killer Is Put To Death”. The New York Times CXXIV (101):  p. A7 2021年8月3日閲覧。
- Pace, Eric (1975年4月5日). “Rumors of a Beheading Draw Crowds in Riyadh”. The New York Times CXXIV (27):  p. A3 2021年8月3日閲覧。